# Maquis (resistencia francesa)

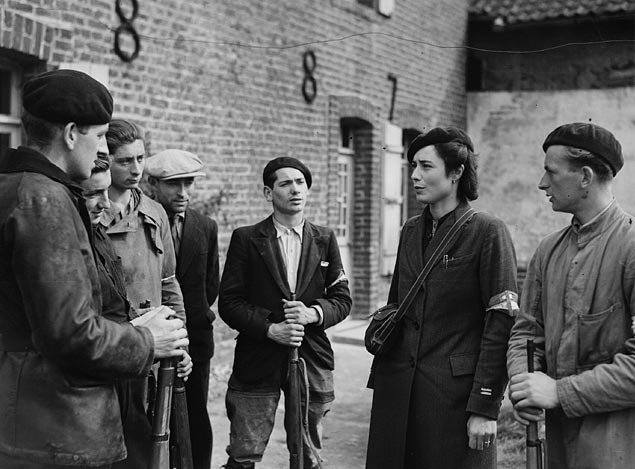
Un grupo de maquis entabla contacto con tropas canadienses en La Trésorerie, en vísperas del ataque sobre la ciudad de Boulogne-sur-Mer el 14 de agosto de 1944. El uso de la boina, prenda común usada en el medio rural francés de entonces y llamada boina vasca, es uno de los símbolos distintivos de los maquis franceses, a la vez que empleada para confundirse entre la población civil. Fuente: Donald I. Grant. Department of National Defence / National Archives of Canada, PA-166396.

El maquis, vocablo que devino sinónimo de "resistente", designa a grupos de guerrilleros que formaban parte de la denominada Resistencia francesa durante la Segunda Guerra Mundial, siendo su presencia particularmente activa en las zonas montañosas de Bretaña, el sur de Francia y los Pirineos, donde hostigaron a las fuerzas del Régimen de Vichy y a la Wehrmacht del Tercer Reich.
En España, es el nombre genérico adoptado por la historiografía por el que se conoce a los grupos armados clandestinos que practicaron las técnicas de combate de guerrilla, especialmente en el medio rural y natural (como bosques o zonas montañosas) durante la guerra civil española y su posguerra, muchos de ellos provenientes del maquis francés. 

## Etimología
La palabra original deriva de un tipo de ecosistema mediterráneo presente en el sureste de Francia, la maquia (en francés: maquis), cubierto de matorrales. Este fue, precisamente, el tipo de terreno en el que la resistencia armada encontró asilo. Los miembros del escuadrón recibían el nombre de maquisards. Finalmente, el término se convirtió en un honorífico que significaba "combatiente de resistencia armada". Los maquis han pasado a simbolizar la resistencia francesa.

## Operaciones
Muchos de los maquis operaron en las zonas montañosas de Bretaña y el sur de Francia. Se apoyaron en tácticas guerrilleras para hostigar a la milicia y a las tropas de ocupación alemanas. Los maquis también prestaron apoyo a la fuga de los aliados caídos de la Fuerza Aérea, a los judíos, y a otros perseguidos por las autoridades de Vichy y Alemania. Algunos de los maquis cometieron atrocidades y arrasaron villas, pero por lo general contaban con la simpatía de los locales. En marzo de 1944, el ejército alemán iniciaba una campaña de terror por toda Francia. Esto incluía represalias contra civiles que habitaban en zonas en las que la resistencia francesa estaba en activo. 
Muchas de las células de los maquis -como la de Vercors- tomaron sus nombres de las zonas en las que estaban operantes. El tamaño variaba de decenas a miles de hombres y mujeres. 
En la Indochina francesa, la resistencia local que hacía frente a los japoneses desde 1941, recibió el auxilio de una unidad de fuerzas especiales que se mantenía operante en la zona y que estaba a cargo de De Gaulle, en 1943, y que se llamó Corps Léger d'Intervention (CLI). También fueron escoltados por unidades aéreas británicas 136.

## Política
Los maquis eran políticamente diversos - desde nacionalistas, a comunistas y anarquistas. Algunos grupos que operaban en el sureste francés se componían en su totalidad de republicanos españoles que habían participado en la guerra civil española jugando un papel muy importante estos en la liberación de París. Desde Burdeos el Coronel Romero, militar republicano español (demócrata liberal de centro) participa en la Resistencia francesa realizando acciones diversas como la desactivación de los detonadores de bombas para que no explotaran al ser lanzadas en los bombardeos nazis a Londres y otras ciudades, inutilización de materiales para la construcción de una base de submarinos y perforación no detectable del fondo de grandes latas de alimentos destinados a las tropas alemanas del frente ruso a fin de que llegaran podridos a su destino. Fue detenido por la Gestapo y recluido en la terrible prisión medieval Fort du Hâ. Fue sometido a severas torturas e interrogatorios y a presenciar el estrangulamiento hasta la muerte de otros prisioneros.
Cuando los alemanes comenzaron a llevar a cabo un reclutamiento forzado (Service du Travail Obligatoire, STO) en Francia, en los albores de 1943, miles de jóvenes huyeron y se unieron a los maquis. El Ejecutivo de Operaciones Especiales del Reino Unido (Special Operations Executive, SOE) brindó apoyo y prestó refuerzos. La Oficina de Servicios Estratégicos de Estados Unidos (Office of Strategic Services, OSS) también hizo lo propio en cooperación con esta última y el BCRA de Francia, en la Operación Jedburgh.
El gobierno británico también apoyó a Charles de Gaulle a unificar a las fuerzas libres francesas, incluidos los que abogaban por la resistencia.

## Gestión
Durante la invasión de Normandía, los maquis y otros grupos jugaron un papel importante en retrasar el desplazamiento de los alemanes. La Resistencia francesa, o las Fuerzas Francesas del Interior (Forces Françaises de l'Intérieur, FFI) voló camiones y atacó de forma continuada a las tropas alemanas, así como a trenes con municiones en su camino por el litoral atlántico. Gracias a mensajes codificados transmitidos por la BBC de Londres, cada grupo de maquis era advertido de la llegada del día D, escuchando mensajes que presuntamente carecían de sentido, tales como "el cuervo cantará tres veces en la mañana" u otro que fuera previamente pactado y repetido de forma continua a través de las ondas magnéticas británicas. Con el avance de las tropas aliadas, la Resistencia francesa se alzó sobre las fuerzas de ocupación nazi y sus municiones. Por ejemplo, el grupo de 7000 maquis formado por la neozelandesa Nancy Wake se involucró en una batalla campal con 22.000 alemanes el 20 de junio de 1944. Algunos grupos de maquis optaron por no tomar prisioneros, en gran parte debido a que los alemanes no opusieron resistencia ante los aliados. En cambio, los maquis capturados se enfrentaron a torturas y a la muerte, o eran enviados a campos de concentración, donde solamente algunos consiguieron sobrevivir. 
La ofensiva aliada tuvo un altibajo y los alemanes contraatacaron el sureste francés. En la meseta de Vercors, un grupo de maquis combatió con 8.000 soldados al frente del general Karl Pflaum y fue derrotado con 600 bajas. 
Cuando De Gaulle despidió a las organizaciones de resistencia tras la liberación de París, muchos maquis regresaron a sus hogares. Muchos de ellos también se unieron al nuevo ejército de Francia para continuar luchando a merced de la patria.